# Kozak (taniec)

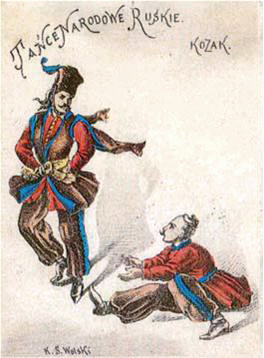
Tańce narodowe ruskie Kozak

Kozak (ukr. Koзaчoк, ros. Казачок) – ukraiński taniec ludowy mężczyzn, wykonujących w czasie jego trwania przysiady, podskoki i wyrzuty nóg do przodu.

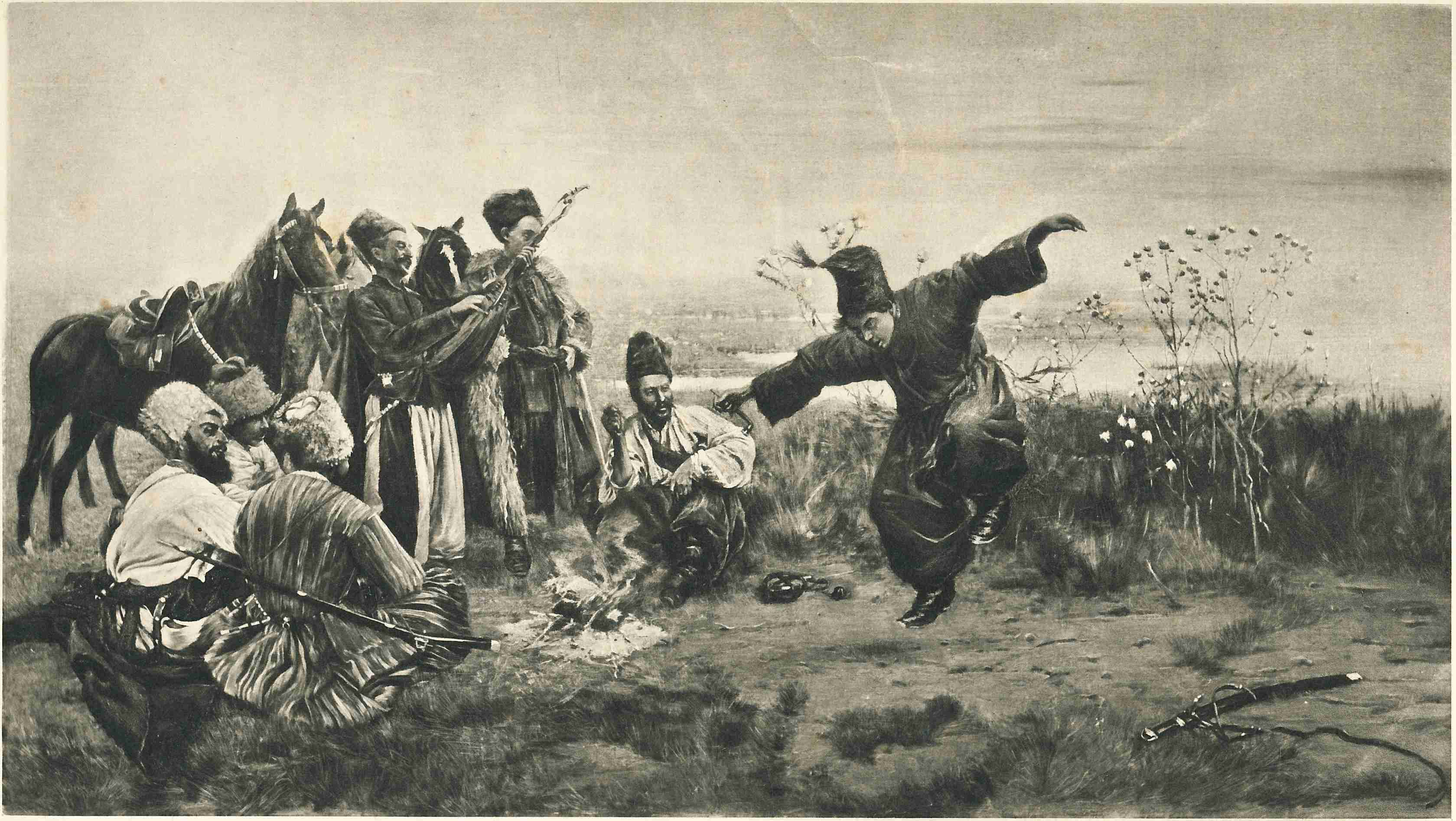
Taniec Kozaków, obraz Stanisława Masłowskiego, olej/płótno, 1883

Metrum 2/4. Charakteryzuje się żywym, stopniowo przyspieszanym tempem.